# Marcela Serrano
(M.Serrano, Noi che ci vogliamo così bene, 1991)
Marcela Serrano (Santiago del Cile, 28 luglio 1951) è una scrittrice cilena.

## Biografia
Nasce a Santiago del Cile nel 1951. È figlia della romanziera Elisa Pérez Walker e del saggista Horacio Serrano, ed è la quarta di cinque sorelle, con due delle quali trascorre un anno a Parigi per studiare alla "Maison des Amériques". Nel 1973, a causa del golpe militare, lascia il Cile e si trasferisce in Italia a Roma.
Nel 1977 rientra definitivamente in Cile. Si iscrive alla facoltà di Belle Arti della Pontificia Università Cattolica del Cile, ottenendo il diploma in incisione nel 1983. In seguito lavora in diversi ambiti delle arti visive, vincendo anche un premio del Museo delle Belle Arti per un lavoro sulle donne del sud del Cile, ma presto abbandona queste attività.
Sebbene cominci a scrivere molto presto, pubblica il suo primo romanzo, Noi che ci vogliamo così bene, nel 1991.
Il romanzo è la rivelazione dell'anno e vince nel 1994 il  Premio Sor Juana Inés de la Cruz, il Premio Feria del Libro de Guadalajara e nel 1996 il premio della casa editrice francese Coté des Femmes, come miglior romanzo ispanoamericano scritto da una donna. Nel 1993 pubblica Para que no me olvides, che ottiene il Premio Municipal de Literatura , a Santiago del Cile.
Nel 1995 scrive in Guatemala Antigua, Vita Mia e nel 1997 L'albergo delle donne tristi.
Dopo molte riedizioni dei precedenti romanzi, pubblica il romanzo giallo Nostra signora della solitudine (1999), i racconti Un mundo raro (2000), Quel che c'è nel mio cuore (2001), finalista del Premio Planeta 2001 a Barcellona e Arrivederci piccole donne (2004).
Marcela Serrano è una delle figure più rinomate e significative della nuova narrativa del suo paese e dell'America Latina. Ha vissuto in Messico col marito, Luis Maira Aguirre, e le loro due figlie, Elisa e Margarita, poiché il marito è stato ambasciatore del Cile in Messico e Belize fino al 2003 e dal 2004 al 2010 ambasciatore in Argentina.

## Opere
- Noi che ci vogliamo così bene (Nosotras que nos queremos tanto, 1991), Feltrinelli, 1996.

vincitore del Premio Sor Juana Inés de la Cruz, 1994
vincitore del Premio Feria del Libro de Guadalajara, 1994
vincitore del Premio Coté des Femmes, 1996
- Il tempo di Blanca (Para que no me olvides, 1993), Feltrinelli, 1998.

vincitore del Premio Municipal de Literatura, 1994
- Antigua, vita mia (Antigua vida mía, 1995), Feltrinelli, 2006.
- L'albergo delle donne tristi (El albergue de las mujeres tristes,1997), Feltrinelli, 1999.
- Nostra signora della solitudine (Nuestra Señora de la soledad,1999), Feltrinelli, 2001.
- Un mundo raro (2000, racconti)
- Quel che c'è nel mio cuore (Lo que está en mi corazón, 2001), Feltrinelli, 2002.

finalista Premio Planeta 2001
- Arrivederci piccole donne (Hasta siempre, mujercitas,2004), Feltrinelli, 2004.
- I quaderni del pianto (La llorona, 2008), Feltrinelli, 2007.
- Dieci donne, collana Universale economica, traduzione di Michela Finassi Parolo, 8ª ed., Milano, Feltrinelli, 2018  [2011], ISBN 9788807881848.
- Adorata nemica mia, traduzione di Michela Finassi Parolo e Tiziana Gibilisco, Milano, Feltrinelli, 2017  [2013], ISBN 9788807889547.
- Adorata nemica mia, collana Audiolibri, letto da Rita Savagnone, Roma; Milano, Emons Feltrinelli, 2014, ISBN 9788807735745.
- Il giardino di Amelia, collana Universale economica, traduzione di Michela Finassi Parolo, Milano, Feltrinelli, 2018  [2016], ISBN 9788807890390.
- Il mantello, collana Narratori, traduzione di Michela Finassi Parolo, Milano, Feltrinelli, 2020, ISBN 9788807034077.
- A volo d'uccello, collana Narratori, traduzione di Michela Finassi Parolo, Milano, Feltrinelli, 2024, ISBN 9788807036187